# Voyager (браузер)
(Не следует путать с одноимённым браузером операционной системы Amiga.)
Браузер, входящий в состав операционной системы реального времени QNX.
Заявленные характеристики:
- полная поддержка HTML 3.2 (списки, таблицы, формы, карты изображений)
- расширения Netscape (фреймы, множество атрибутов тегов, JavaScript)
- Server Push
- Client Pull
- аутентификация (Basic, Digest, Cookies)
- поддержка протоколов: HTTP 1.0, FTP, Finger, Gopher
- поддержка работы через прокси
- поддержка изображений (прогрессивное отображение, прозрачные GIF, анимированные GIF, JPEG)
- протокол SOCKS
- дисковый кэш
- настраиваемый кэш изображений
- глобальная история сёрфинга
- поддержка различных кодировок